# Seelisberg
Seelisberg (toponimo tedesco) è un comune svizzero di 683 abitanti del Canton Uri.

## Geografia fisica
Seelisberg si affaccia sul lago dei Quattro Cantoni.

## Monumenti e luoghi d'interesse

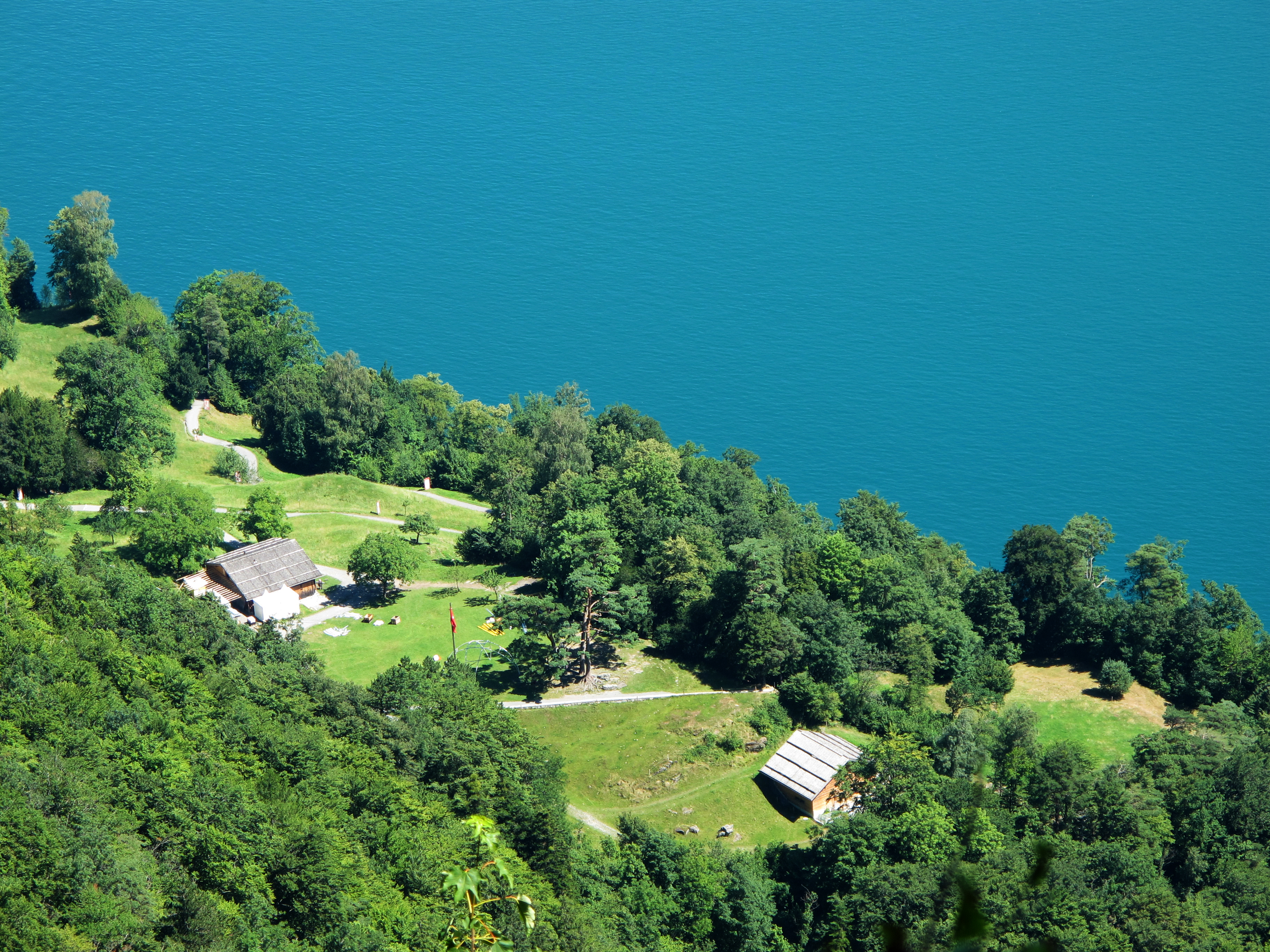
Il praticello del Grütli

- Chiesa parrocchiale cattolica di San Michele, attestata dal 1270[1];
- Praticello del Grütli, dove nel 1291 fu siglato il Patto eterno confederale[2].

## Società

### Evoluzione demografica
L'evoluzione demografica è riportata nella seguente tabella:
Abitanti censiti

## Amministrazione
Ogni famiglia originaria del luogo fa parte del cosiddetto comune patriziale e ha la responsabilità della manutenzione di ogni bene ricadente all'interno dei confini del comune.